# زیر استان اوشیما

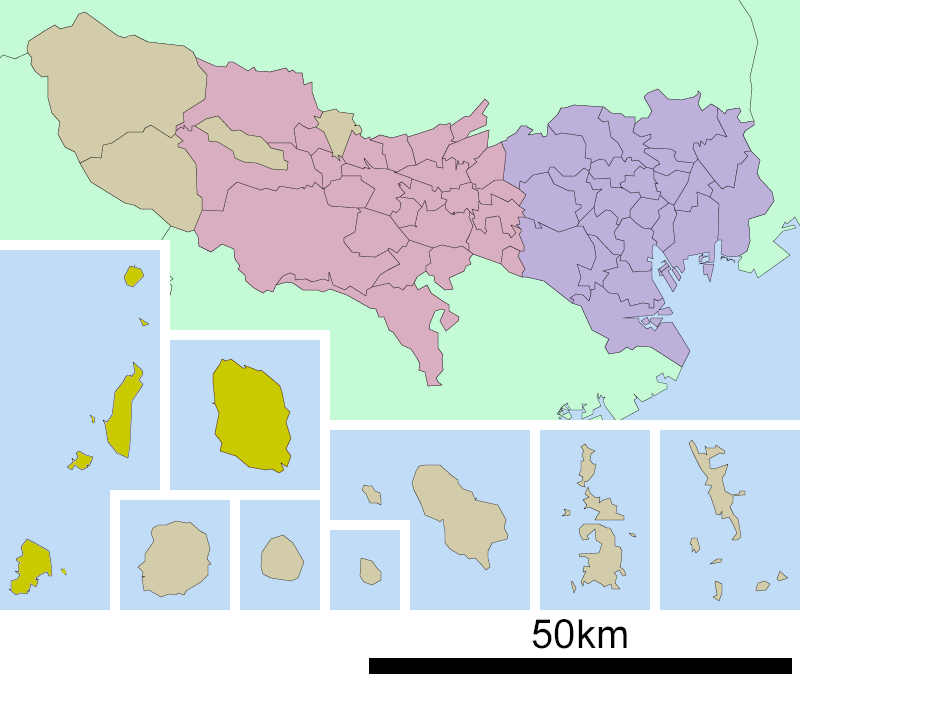
ناحیه اوشیما در کلانشهر توکیو (با برچسب زرد)

زیر استان اوشیما (به ژاپنی: 大島支庁, Ōshima-shichō)، یک استان فرعی کلان‌شهر توکیو، ژاپن است که توسط اداره امور عمومی دولت شهری توکیو اداره می‌شود.
استان فرعی اوشیما شامل شهرها و روستاهای زیر در جزایر ایزو (⎘ جایر ایزو) است:
- اوشیما، توکیو
- توشیما (روستای توشیما)
- نیجیما، توکیو
- کوزوشیما، توکیو

مساحت آن ۱۴۱٫۸۲ کیلومتر مربع و ۱۳۸۲۵ نفر است.